# Љубомир Брајовић
Љубомир Брајовић (Врака, 28. октобар 1934. – Подгорица, 5. септембар 2018.) био је српски сликар, конзерватор и рестауратор.

## Биографија
Имао је само две године када се са оцем Стевом и мајком Даницом преселио из Албаније на Косово и Метохију у једно од села општине Ораховац. Током Другог светског рата су оца и његову браћу Албанци протерали са Космета и Брајовићи су се вратили у Албанију, где су раније живели. 1945. године, после ослобођења, отац и мајка се нису вратили на Косово и Метохију, већ су остали код родбине у Голубовцима, где је Љубомир завршио основну школу.
Љубомир Брајовић је завршио Уметничку школу у Херцег Новом, а затим Академију ликовних уметности у Београду (1964), у класи професора Љубице Сокић и Мила Милуновића. После академије, годину дана радио је као наставник у Школи за уметност и занат у Пећи. Члан УЛУС-а постао је 1965. Следеће године запослио се као сликар-конзерватор у Приштини у Покрајинском заводу за заштиту споменика, где је радио три године и шест месеци. Након тога је дао отказ и отишао у Црну Гору као слободни уметник.
Средином седамдесетих провео је неколико месеци на усавршавању у Паризу као стипендиста фонда „Моша Пијаде”. У Паризу је сарађивао са Миодрагом Дадом Ђурићем.
Од 1974. био је запослен у Јавној установи Музеји и галерије Подгорице на радном месту сликар-конзерватор. Бавио се конзервацијом и рестаурацијом у бројним пројектима заштите културног наслеђа Црне Горе, као што је грађевинско-рестаураторско пресељење Пивског манастира.
Током своје каријере рестауратора и конзерватора радио је на фрескама Пећке Патријаршије, Богородице Љевишке, Грачанице, манастира Девич код Србице, Ђураковца, цркве Светог Николе – Прилеп, Лудбрега – Хрватско загорје, Завале – Попово поље, манастира Савина – Херцег Нови, Режевићи, црква Светог Ђорђа - Подгорица, Дубочица код Пљеваља итд. Радио је и мозаик у Гамзиграду код Зајечара.
Као сликар, радио је портрете, пејзаже, мртве природе и фигуративне композиције. Посебну пажњу су му заокупиле друштвене теме: Отуђени човек данашњице, пролазност људског живота, беда, сиромаштво, људи са маргине друштва... Мрачне социолошке теме у којима су протагонисти просјаци, шетачи, бескућници, пијанице, тешки радници, надничари у разним сценама људске емпатије – бдења, сахране, јадиковке, мукотрпан рад... честе су биле теме Брајевићевих слика.

## Самосталне изложбе
- Титоград (1981)
- Београд (1992)
- Будва (1995)
- Подгорица (1991, 1995, 1998, 2007)

## Колективне изложбе
- Цетињски салон југословенске ликовне умјетности „13. новембар“, Цетиње (1971, 1985)
- Зимски ликовни салон, Херцег Нови (1981).

## Уметнички стил
Конзерваторско-рестаураторско искуство стечено током професионалног бављења фреско сликарством утицало је на Брајовићев сликарски начин, тако да има доста примера мршаве фактуре, смеђе гаме, композиционих решења са више фигура груписаних у центру слике, итд. Пејзажи су доминантно лоцирани дуж речних токова, језера и мора. За погледе на старе градове, архаизиране ентеријере итд. У портретима пажњу усмерава на психолошки профил ликова.
У суштини фигуративни уметник, Брајовић готово карикатурално слика човека са маргине, забезекнутог погледа, руку испружених ка небу, гестикулативно и психолошки наглашавајући вапај за спасењем. Широким потезима, азурним потезима успоставља хроматски тоналитет, док тамнијом гамом моделира форме и облике. Расположења и експресивни набоји варирају у широком спектру емоционалних стања.

## Најпознатије слике
- Старац, 1968.
- Просјак, 1968.
- На сметлишту, 1969.
- Композиција, 1983.